# Aulus Noni
Aulus Noni (llatí: Aulus Nonius) va ser un magistrat romà. Formava part de la gens Nònia, d'origen plebeu.
Va ser candidat al càrrec de tribú de la plebs l'any 100 aC però va morir a mans de Glàucia i Apuleu Saturní, els caps del partit rival. En parlen principalment els historiadors Apià, Plutarc i Titus Livi.